# 黎明門
黎明門是立陶宛首都維爾紐斯的一座城門。維爾紐斯曾有九座城門，黎明門是唯一一座現存的城門。1993年9月4日，教皇若望保祿二世曾經訪問這裡。

## 圖片集

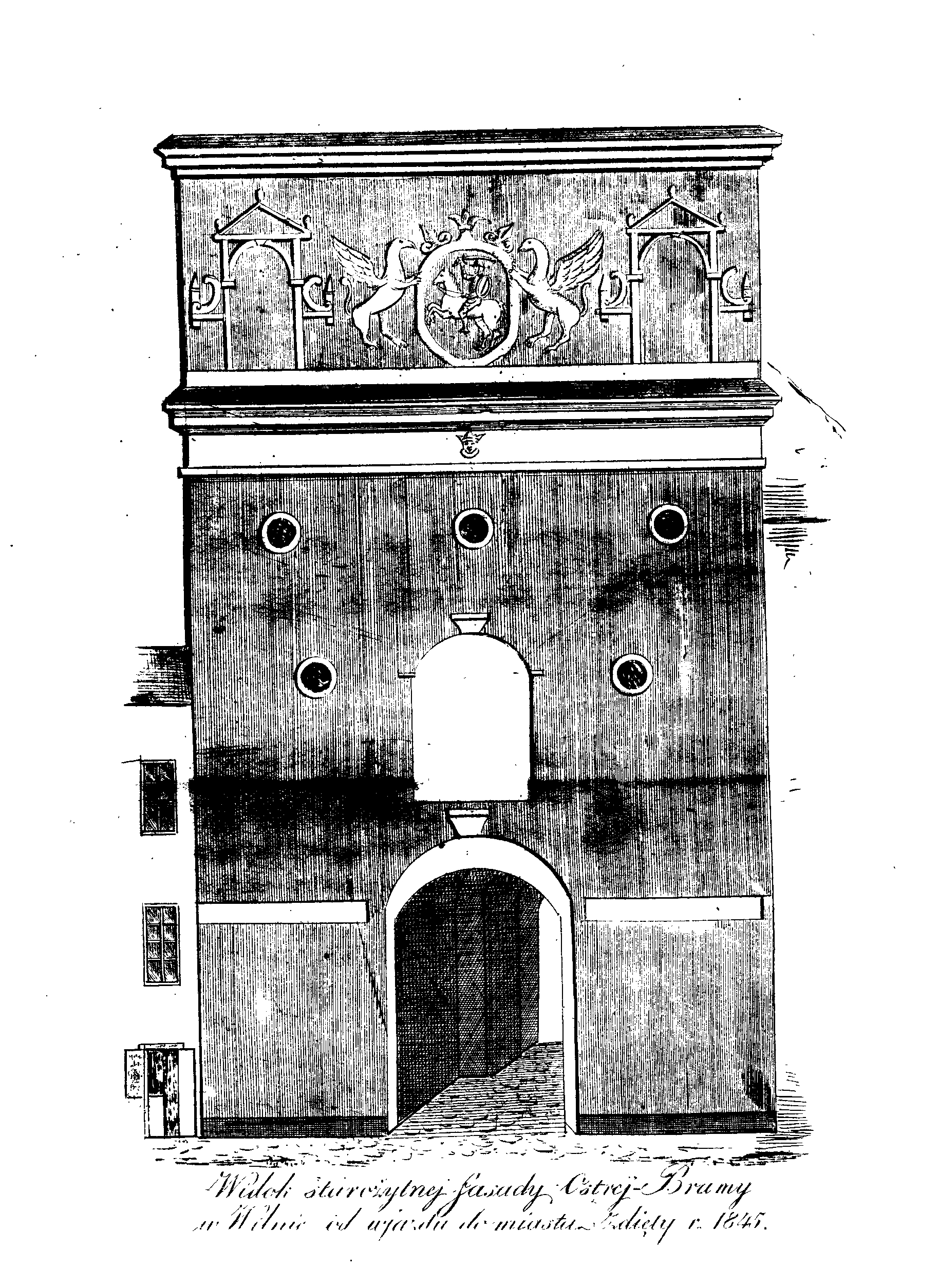
1845年的南面景观，從黎明門向南方向
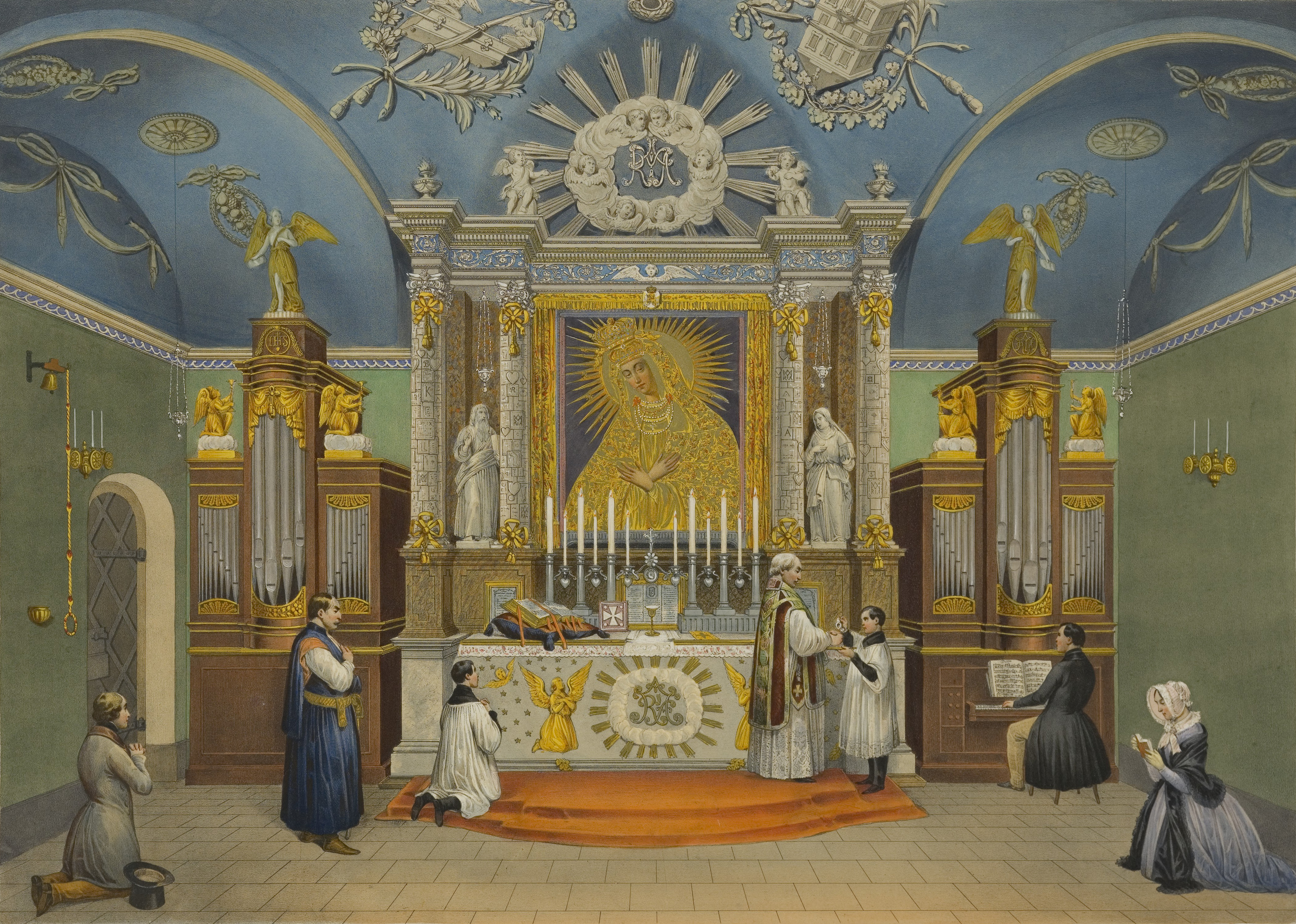
仁慈之母聖像（1847年）
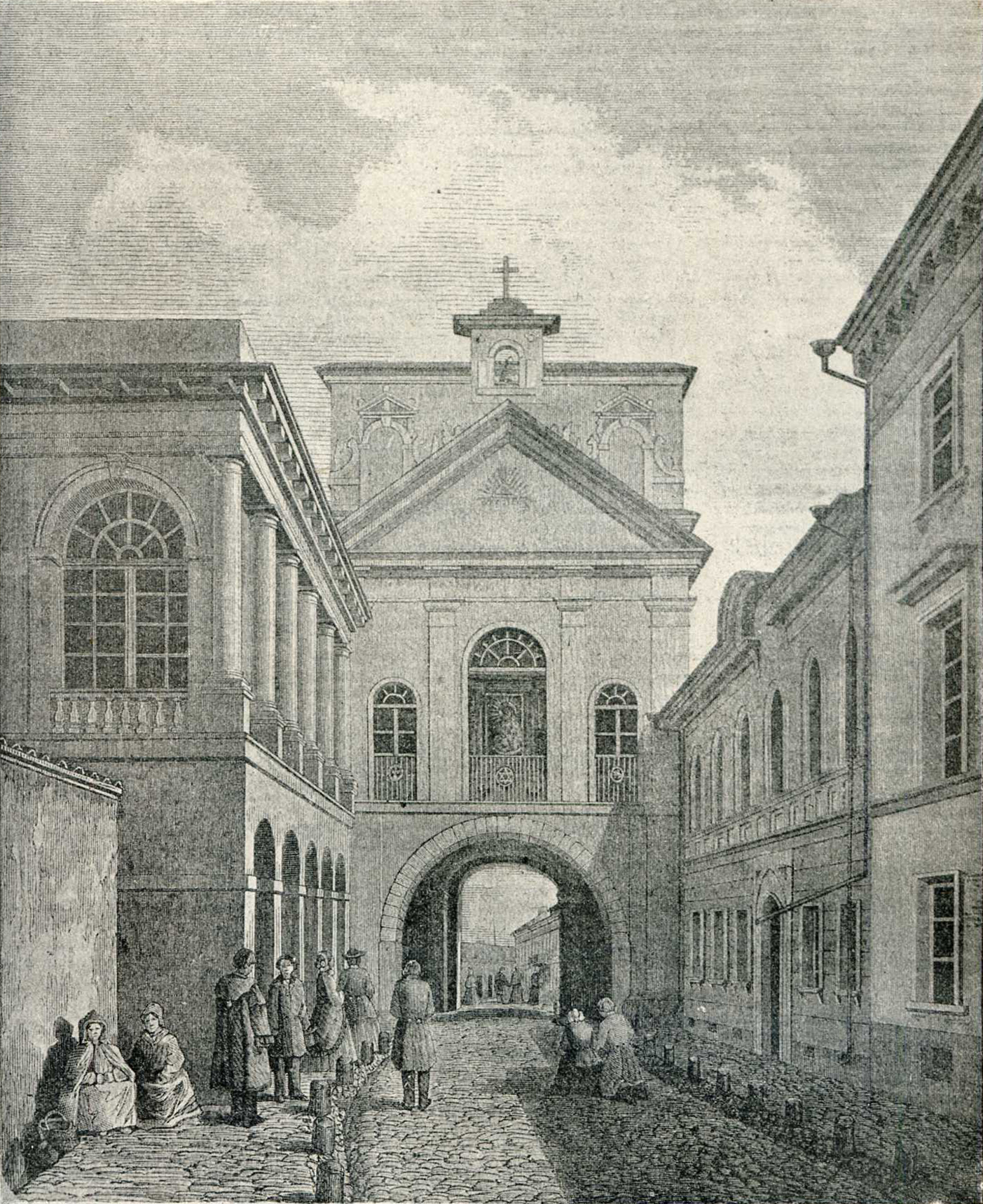
黎明門（1864年）
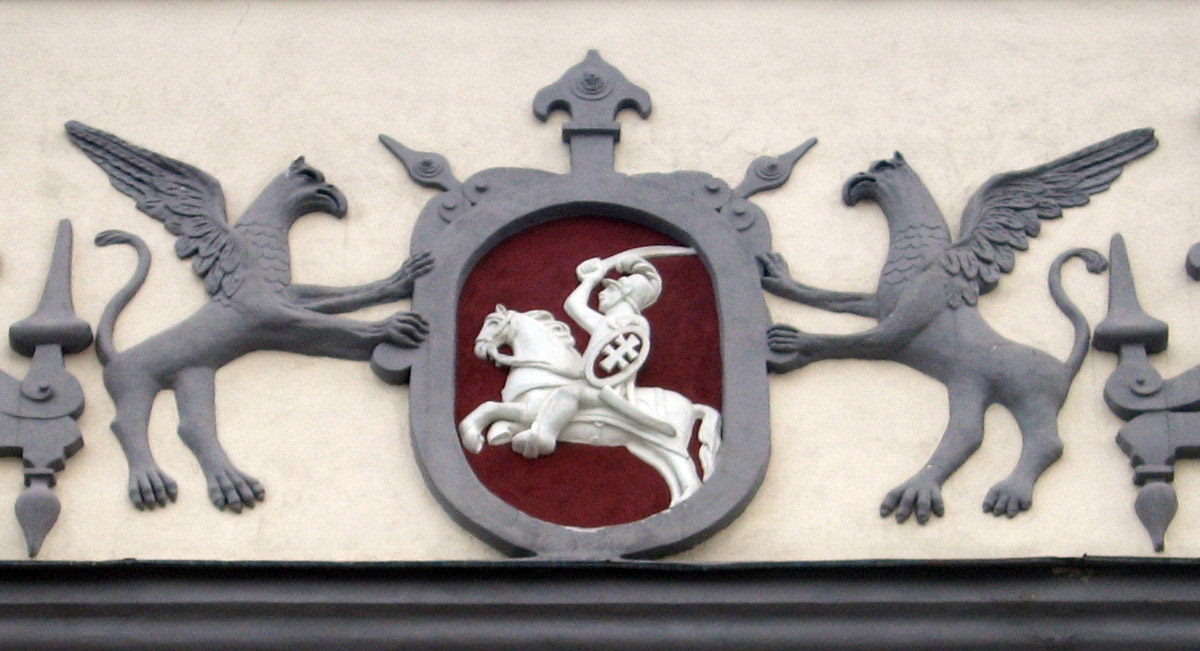
大门顶部描绘的维蒂斯
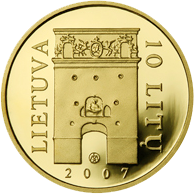
立陶宛金币（立陶宛门纪念币）

## 外部連結
维基共享资源上的相關多媒體資源：黎明門

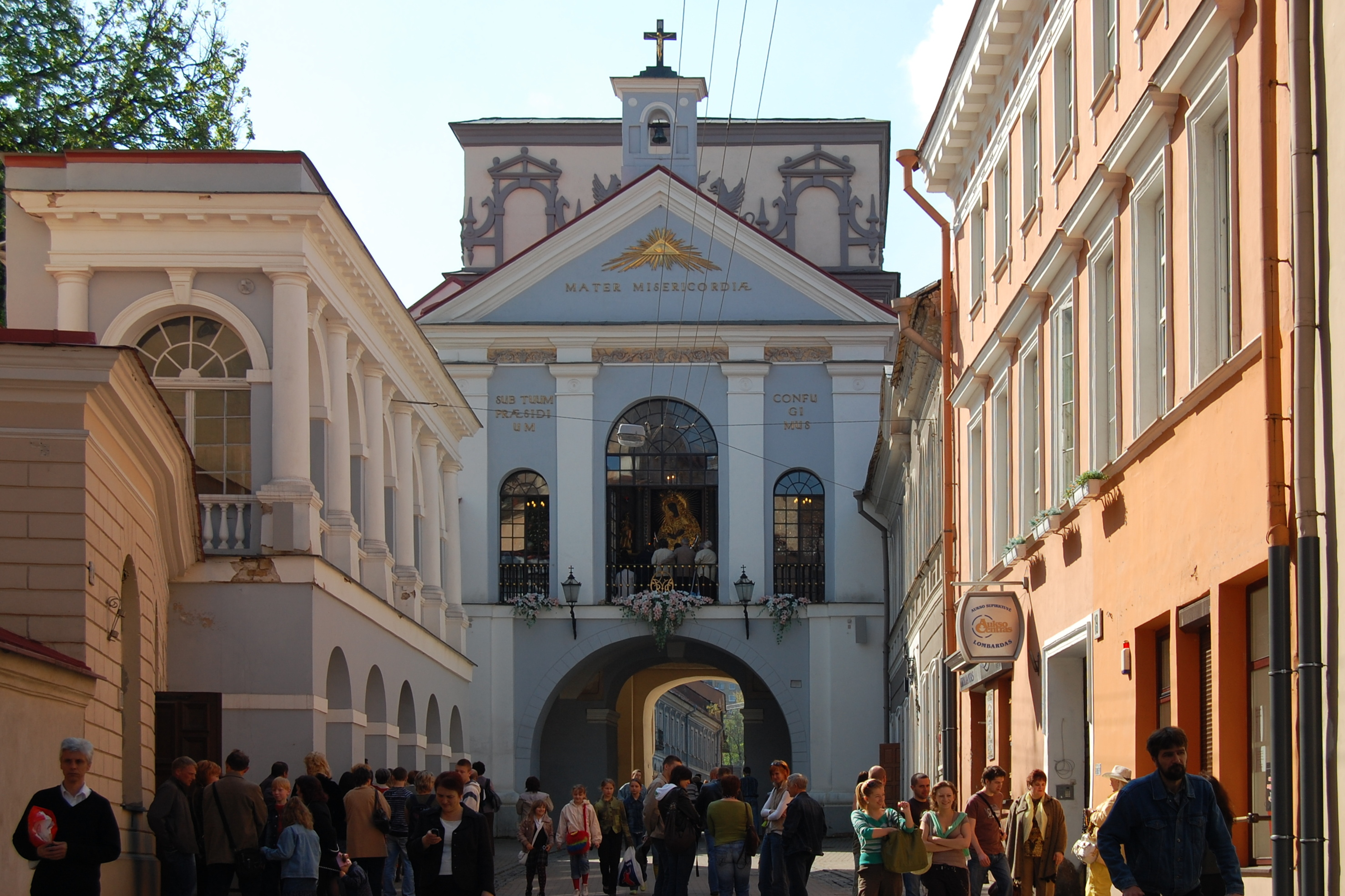
维尔纽斯的黎明之门，玻璃窗后面的中间是“黎明之门圣母”教堂

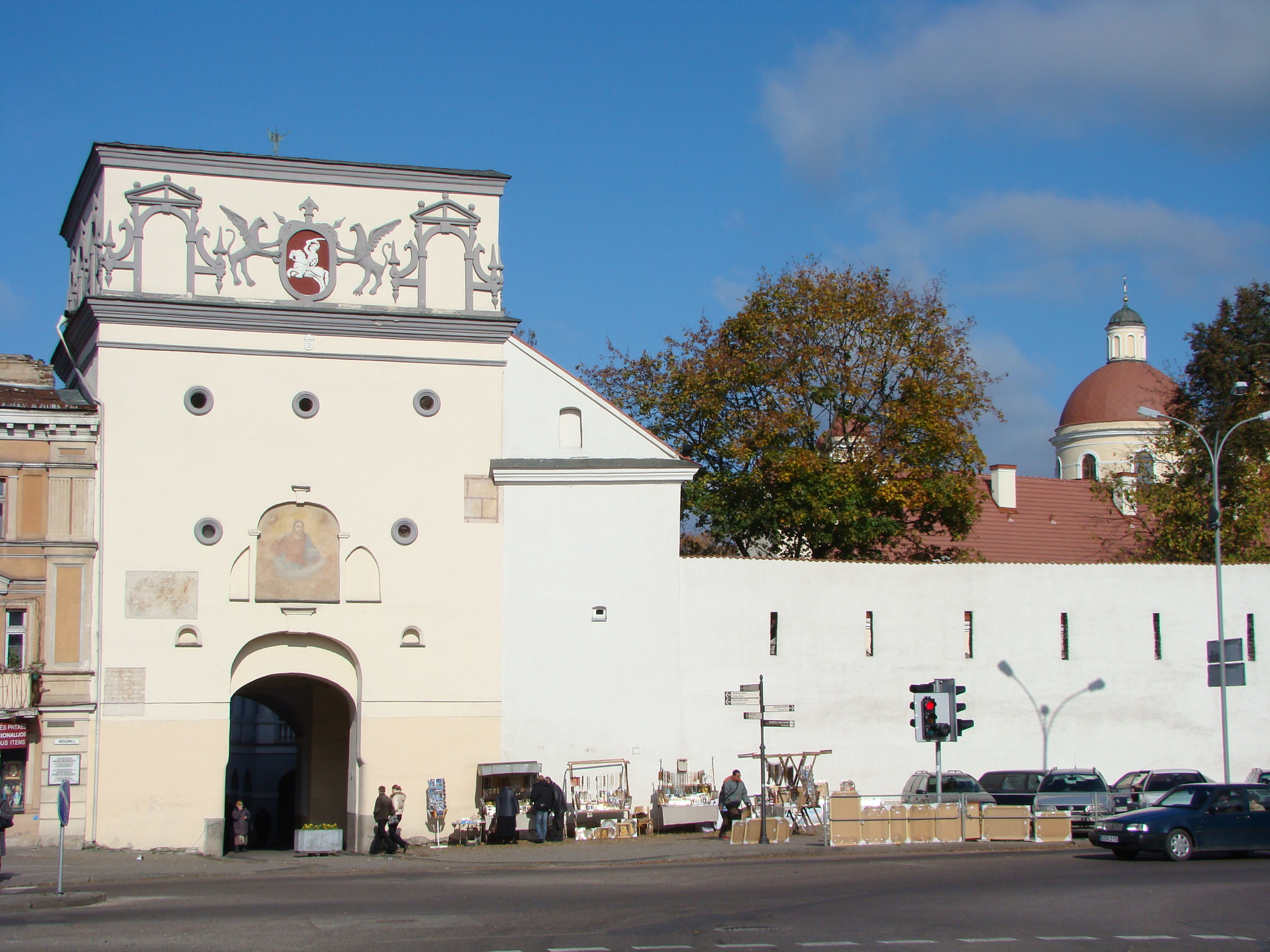
門的南部

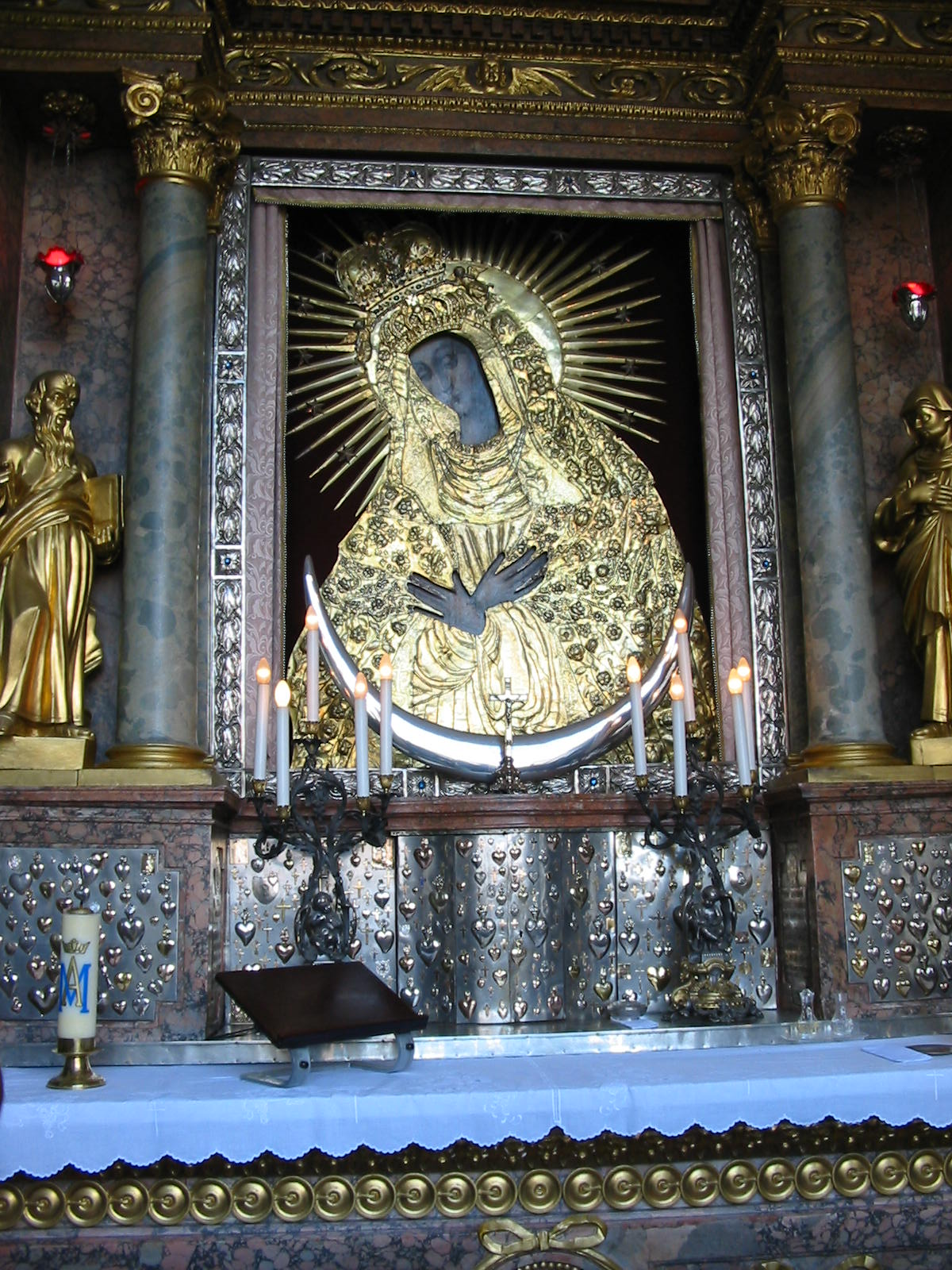
黎明門的維爾紐斯仁慈之母聖像

- Catholic Church in Lithuania | Aušros Vartai（页面存档备份，存于）

54°40′28″N 25°17′22″E / 54.67444°N 25.28944°E